# Yerkes-Observatorium

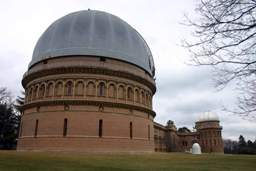
Yerkes-Observatorium (2006)

Das Yerkes-Observatorium ist eine historische, 1897 eingeweihte Forschungsstätte für Astronomie in den USA. Sie liegt in der Nähe Chicagos am Lake Geneva im Bundesstaat Wisconsin, ist aber heute wegen der zunehmenden Luft- und Lichtverschmutzung kaum mehr in Verwendung.
Finanziert wurde das Observatorium von Charles Tyson Yerkes, einem US-amerikanischen Industriellen, nach dem es auch benannt wurde. Die Hauptkuppel beherbergt das bis heute größte Linsenteleskop der Welt mit einem 102-cm-Objektiv und 19,7 Meter Brennweite.

## Idee, Finanzierung und Bau
Im Jahre 1891 bot William Rainey Harper, damaliger Leiter der Universität Chicago, dem Astronomen George Ellery Hale eine Professur an. Hale willigte unter der Bedingung ein, dass die Universität ein komplett neues Observatorium errichten lasse.
Hale hatte erfahren, dass zwei optische Glaslinsen mit einem Durchmesser von 40 Zoll (102 cm) in Bearbeitung waren. Ihm schwebte vor, ein Teleskop mit einem derart riesigen Linsensystem zu errichten.
1892 suchten Harper und Hale den Industriellen Charles Tyson Yerkes auf. Yerkes wollte sein Image aufpolieren und erhoffte sich durch Sponsorentätigkeiten eine Aufbesserung seines Rufes.
Harper und Hale appellierten an Yerkes’ Ego – das vorgesehene Teleskop würde schließlich das größte der Welt sein. Dabei verschwiegen sie allerdings die hohen Gesamtkosten des Projekts. Yerkes willigte ein, das Teleskop zu finanzieren. Harper und Hale gingen stillschweigend davon aus, dass er auch den Bau des gesamten Gebäudes bezahlen würde. Als Yerkes schließlich davon erfuhr, wollte er sich zunächst zurückziehen – vom Bau eines kompletten Observatoriums sei nie die Rede gewesen. Dagegen startete Hale eine Pressekampagne, in der er Yerkes als großzügigen Sponsor und Wohltäter feiern ließ. Dieser wollte nun in der Öffentlichkeit keinen Rückzieher mehr machen und sicherte die Finanzierung zu.
Yerkes hatte weiterhin den Verdacht, finanziell übervorteilt zu werden, zumal Hale zusätzlich drei spezielle Spektroskope anschaffen ließ, ohne ihn vorher zu informieren. 1894 waren die Fundamente und die Montierung des Teleskops fertiggestellt worden. Zu diesem Zeitpunkt weigerte sich Yerkes, weitere finanzielle Mittel in das Projekt zu stecken. In der Folgezeit blieb das Verhältnis gespannt. Dennoch gelang es Hale 1897, während der Endphase, Yerkes weitere Gelder zu entlocken. Die Fertigstellung verzögerte sich, da die Hauptkuppel aufgrund eines Konstruktionsfehlers zusammenbrach. Yerkes sah darin, wenn auch unberechtigt, das Werk seiner politischen Gegner.
Am 21. Oktober 1897 wurde das Yerkes-Observatorium offiziell eingeweiht. Yerkes hielt eine Rede, in der er darauf hinwies, dass die Astronomie keine kommerziellen Ziele verfolge. Die Belohnung ihrer Anhänger liege ausschließlich in ihrem Werk und den erzielten Ergebnissen. Die Rede brachte ihm großen Beifall ein.
Yerkes’ großzügige Haltung beeinflusste die öffentliche Meinung allerdings nur vorübergehend. Tatsächlich blieb ihm in den USA die gesellschaftliche Anerkennung bis zu seinem Tode versagt.

## Der große Refraktor

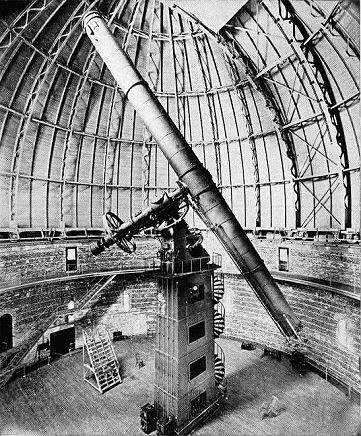
Das 40-Zoll-Fernrohr von Yerkes

Der Bau des Fernrohrs mit 102 cm Öffnungsweite und 19,7 m Brennweite erfolgte unter der Anleitung des Teleskopbauers George Willis Ritchey.
Ritchey nahm nach der Fertigstellung zahlreiche Verbesserungen vor und optimierte die Astrofotografie.
Der Yerkes-Refraktor ist bis heute das größte Linsenfernrohr. Es stellte in der Geschichte der Riesenteleskope einen Schlusspunkt dar, denn man stieß an die unüberwindbaren technischen Grenzen:
- Derartig große Fernrohrobjektive erleiden aufgrund des hohen Eigengewichts eine merkliche Linsendurchbiegung.
- Mit zunehmender Dicke von Glaslinsen wird von ihnen immer mehr Licht absorbiert.
- Die Baulänge des Teleskops erfordert eine entsprechend stabile mechanische Konstruktion, wobei die Montierung auch sehr feingängig sein muss, um bei Langzeitbelichtungen die Fehler der Nachführung weit unter 1" zu halten.

Aufgrund dieser Probleme ging man in der Folgezeit beim Bau von Großinstrumenten zu Spiegelteleskopen über, deren Licht sammelnde Öffnung schon 1917 mit dem Mount-Wilson-Observatorium 2,5 Meter erreichte.

## Die Optik
Das 40-Zoll-Objektiv besteht aus zwei Linsen mit unterschiedlichen Gläsern. Es ist ein Dublett aus Kronglas und Flintglas mit einem Abstand von 8 3/8 Zoll. Die Sammellinse aus Kronglas wiegt 200 pounds und hat im Zentrum eine Dicke von 2,5 Zoll und am Rand 3/4 Zoll. Das konkave Flintglas hat im Zentrum eine Dicke von 1,5 Zoll und 2 Zoll am Rand. Es wiegt über 300 Pfund. Zusammen genommen hat das Glas der Linsen damit ein Gewicht von etwa 230 kg.
Johannes Hartmann publizierte 1900 im Astrophysical Journal 12/46 ein Verfahren zur Beurteilung der Qualität eines so großen Fernrohrobjektives. Kurz darauf bot er Hale in einem Brief an, die Qualität des Yerkes-Objektives zu prüfen. Am 1. Februar 1902 fertigte Barnard hierzu die entsprechenden fotografischen Platten an. Im April des gleichen Jahres berichtete Hartmann seine Ergebnisse an Hale. Naozo Ichinohe, der am Yerkes-Observatorium in den Jahren 1905–1907 die Radialgeschwindigkeit von Spektroskopischen Doppelsternen untersuchte, führte 1906 ebenfalls Messungen durch, die zu einem ähnlichen Ergebnis wie die von Hartmann führten. Dieser befand nach der Diskussion der Messergebnisse: „So viel man aus diesen wenigen Punkten erkennen kann, ist das Objectiv ganz vorzüglich.“ Allerdings schränkte er das Ergebnis insofern ein, als nicht alle erforderlichen Messbereiche abgedeckt waren. Hartmann schlug daraufhin eine intensivere Prüfung vor.

## Sonstige Forschung
Neben dem großen Refraktor befinden sich in Yerkes ein Reflektor mit 61 cm Hauptspiegel sowie mehrere kleinere Teleskope für Ausbildungszwecke.
Derzeit forscht man auf dem Gebiet der interstellaren Materie, dem Aufbau von Kugelsternhaufen und erdnaher Asteroiden (NEA), die zu den erdnahen Objekten (NEO) zählen. Darüber hinaus betreibt man ein Forschungszentrum zur Herstellung und Verbesserung wissenschaftlicher Instrumente.
Im März 2005 teilte die Universität von Chicago mit, dass man beabsichtige, das Observatorium und das umliegende Land zu verkaufen. Im Jahr 2007 nahm man nach Protesten von verschiedenen Seiten vorläufig wieder Abstand von einem Verkauf. Seitdem wurde das Observatorium hauptsächlich für Ausbildungszwecke und für die Öffentlichkeitsarbeit genutzt. Am 7. März 2018 gab die Universität von Chicago bekannt, den Betrieb des Observatoriums endgültig bis zum 1. Oktober 2018 einstellen zu wollen. Während sich die Universität mit ihren astronomischen Forschungsaktivitäten auf Großteleskope in Chile konzentriert, wird die Ausbildungs- und Öffentlichkeitsarbeit künftig vom Hyde Park Campus wahrgenommen.
Der Asteroid (990) Yerkes ist nach dem Observatorium benannt.